# Turčianske Kľačany
Turčianske Kľačany (Hongaars: Vágkelecsény) is een Slowaakse gemeente in de regio Žilina, en maakt deel uit van het district Martin.
Turčianske Kľačany telt 913 inwoners.